# Ceroplesis aethiopica
Ceroplesis aethiopica är en skalbaggsart som beskrevs av Stefan von Breuning 1974. Ceroplesis aethiopica ingår i släktet Ceroplesis och familjen långhorningar. Inga underarter finns listade i Catalogue of Life.